# Creta et Cyrene

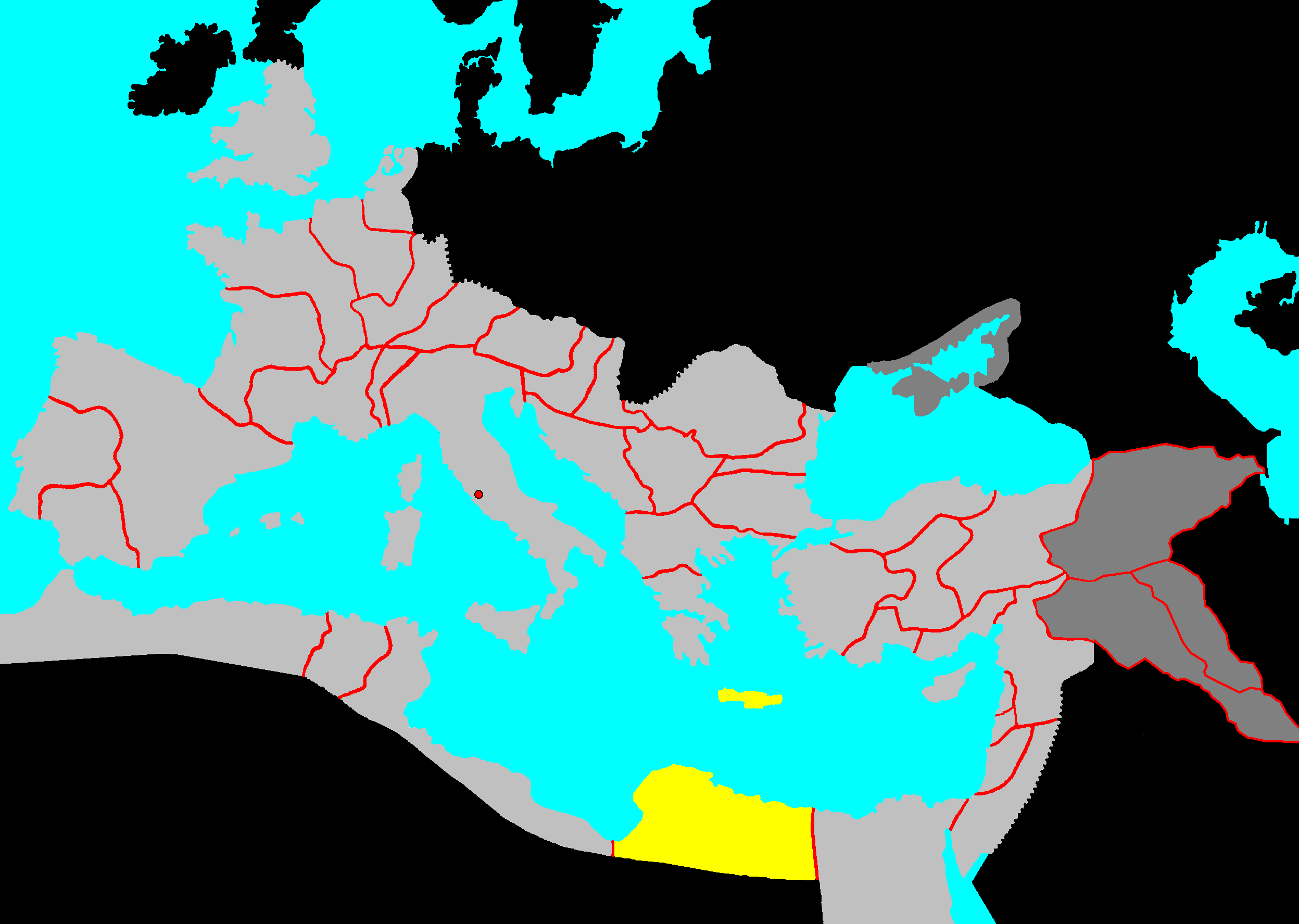
Lage der Provinz

Römische Provinzen unter Trajan (117 n. Chr.)

Creta et Cyrene (auch Creta et Cyrenae) war eine Provinz des Römischen Reiches. Sie wurde 67 v. Chr. aus der bereits seit 74 v. Chr. bestehenden Provinz Cyrene (Kyrenaika) und dem neu hinzugewonnenen Creta (Kreta) gegründet, nachdem Quintus Caecilius Metellus Creticus 69–67 v. Chr. die Piraten von Kreta vertrieben hatte. 
Im Jahre 36 v. Chr. fiel die Provinz als Geschenk des Marcus Antonius in die Hand von Kleopatra Selene, obwohl er den Kretern 43 v. Chr. die Freiheit versprochen hatte, sollten sie sich Marcus Iunius Brutus, in diesem Jahr Statthalter auf Kreta, widersetzen. 
Spätestens 27 v. Chr. wurde die Provinz unter Augustus erneut eingerichtet und umfasste die Insel Kreta sowie die Landschaft Kyrenaika um die alte griechische Kolonie Kyrene auf dem nordafrikanischen Festland.
Die Provinz wurde von einem Prokonsul verwaltet, den der Senat aus den Reihen der ehemaligen Praetoren bestimmte. Sein Hauptsitz war Gortyn auf Kreta.
Bei der Provinzreform des Kaisers Diokletian wurde Creta et Cyrene in die drei eigenständigen Provinzen Creta, Libya superior und Libya inferior aufgeteilt.